# Thuyết duy ngã
Thuyết duy ngã hay chủ nghĩa duy ngã (tiếng Anh: solipsism) là tư tưởng triết học cho rằng chỉ có tâm trí (mind) của mỗi người là chắc chắn tồn tại. Ở khía cạnh nhận thức luận, thuyết duy ngã cho rằng tri thức về mọi thứ ở bên ngoài tâm trí của mỗi người là không chắc chắn; thế giới bên ngoài (external world) và những tâm trí của người khác (other minds) là không thể biết chắc được và có thể không tồn tại ở bên ngoài tâm trí đó.

## Phân loại
Có nhiều mức độ khác nhau của thuyết duy ngã song song với các mức độ hoài nghi khác nhau:

### Thuyết duy ngã siêu hình
Chủ nghĩa duy ngã siêu hình là một loạt các chủ nghĩa duy ngã. Dựa trên triết lý của chủ nghĩa duy tâm chủ quan, những người theo thuyết siêu hình duy trì rằng bản ngã là thực tại duy nhất và tất cả các thực tại khác, bao gồm cả thế giới bên ngoài và những người khác, là đại diện cho bản thân đó, và không tồn tại độc lập. Có một số phiên bản của thuyết duy ngã siêu hình, chẳng hạn như Caspar Hare của presentism ích kỷ (hay chủ nghĩa hiện thực perspectival), trong đó những người khác có ý thức, nhưng kinh nghiệm của họ chỉ đơn giản là không có mặt.

### Chủ nghĩa duy tâm luận
Chủ nghĩa duy ngã nhận thức luận là sự đa dạng của chủ nghĩa duy tâm theo đó chỉ có thể biết được nội dung tinh thần có thể tiếp cận trực tiếp của nhà triết học duy ngã. Sự tồn tại của một thế giới bên ngoài được coi là một câu hỏi không thể giải quyết hơn là thực sự sai. Hơn nữa, người ta cũng không thể chắc chắn về mức độ mà thế giới bên ngoài tồn tại độc lập với tâm trí của một người. Chẳng hạn, có thể là một Thiên Chúa giống như điều khiển những cảm giác mà não bộ nhận được, khiến nó xuất hiện như thể có một thế giới bên ngoài khi hầu hết nó (ngoại trừ chính Thiên Chúa và chính mình) là sai. Tuy nhiên, vấn đề vẫn là các nhà duy tâm nhận thức luận coi đây là một câu hỏi "không thể giải quyết".

### Phương pháp luận duy ngã
Phương pháp duy ngã là một biến thể bất khả tri của thuyết duy ngã. Nó tồn tại đối lập với các yêu cầu nhận thức luận nghiêm ngặt về " kiến thức " (ví dụ: yêu cầu kiến thức phải chắc chắn). Nó vẫn giải trí những điểm mà bất kỳ cảm ứng là có thể rơi. Chủ nghĩa duy tâm phương pháp đôi khi còn đi xa hơn để nói rằng ngay cả những gì chúng ta cảm nhận được là bộ não thực sự là một phần của thế giới bên ngoài, vì chỉ nhờ vào các giác quan mà chúng ta có thể nhìn thấy hoặc cảm nhận được tâm trí. Chỉ có sự tồn tại của những suy nghĩ được biết chắc chắn.
Điều quan trọng, những người theo thuyết phương pháp luận không có ý định kết luận rằng những hình thức mạnh mẽ hơn của thuyết duy ngã là thực sự đúng. Họ chỉ đơn giản nhấn mạnh rằng những lời biện minh của một thế giới bên ngoài phải được thiết lập dựa trên những sự thật không thể chối cãi về ý thức của chính họ. Các nhà duy lý phương pháp học tin rằng ấn tượng chủ quan (chủ nghĩa kinh nghiệm) hoặc kiến thức bẩm sinh (chủ nghĩa duy lý) là điểm khởi đầu duy nhất có thể hoặc thích hợp cho việc xây dựng triết học. Thông thường phương pháp duy ngã không được tổ chức như một hệ thống niềm tin, mà được sử dụng như một thử nghiệm tư duy để hỗ trợ sự hoài nghi (ví dụ Sự hoài nghi của Descartes).